# Verseg
Verseg je vas na Madžarskem, ki upravno spada pod podregijo Aszódi Županije Pešta.